# Elatostema palawanense
Elatostema palawanense es una especie de planta del género Elatostema, perteneciente a la familia Urticaceae.

## Taxonomía
Elatostema palawanense fue descrita por Charles Budd Robinson en 1911.

## Distribución
Se encuentra en el territorio de Filipinas.